# عبد الله الحراصي
عبد الله الحراصي، حكم كرة قدم عماني دولي.
و قد حكم في كأس الخليج 2003، وقد أدار مباراة منتخب الكويت لكرة القدم ومنتخب اليمن لكرة القدم في 1 يناير 2004، وقد أدار مباراة منتخب الإمارات لكرة القدم ومنتخب اليمن لكرة القدم في 11 يناير 2004.